# 이안초등학교 아산분교
이안초등학교 아산분교는 대한민국 경상북도 상주시 이안면 아천리 487에 있었던 초등학교이다.

## 연혁
- 1944년 6월 26일 이안서부공립국민학교 개교
- 1992년 3월 1일 이안국민학교 아산분교장
- 1996년 3월 1일 이안초등학교 아산분교
- 1999년 9월 1일 폐교